# Merxheim
Pour l’article homonyme, voir Merxheim (Rhénanie-Palatinat).
Merxheim [mɛʁksaim]  est une commune française faisant partie de la collectivité européenne d'Alsace (circonscription administrative du Haut-Rhin), en région Grand Est.

## Géographie
Merxheim est une commune de la Plaine d'Alsace située dans la région historique et culturelle d'Alsace, à proximité de la route des vins d'Alsace et près de Guebwiller (6 km) et Soultz (8 km).
Elle se trouve est située dans la zone d'emploi et l'aire d'attraction de Mulhouse, et dans le bassin de vie de Guebwiller

### Communes limitrophes
Les communes limitrophes sont  Gundolsheim, Issenheim, Meyenheim, Munwiller, Raedersheim, Réguisheim et Ungersheim.
|           | Gundolsheim |                       |
| Bergholtz | Merxheim    | Meyenheim, Réguisheim |
| Issenheim | Raedersheim |                       |

### Hydrographie

#### Réseau hydrographique
La commune est dans le bassin versant du Rhin au sein du bassin Rhin-Meuse. Elle est drainée par la Lauch, le Lohbach, le Rimbach, le Wohlbach, le Brunngraben, le Checklenbach, le Durbach, le Lachmattenbach et le Rinnengraben,,.
La Lauch, d'une longueur de 47 km, prend sa source dans la commune de Linthal et se jette  dans l'Ill à Horbourg-Wihr, après avoir traversé 18 communes. Les caractéristiques hydrologiques de la Lauch sont données par la station hydrologique située sur la commune de Rouffach. Le débit moyen mensuel est de 2,03 m3/s. Le débit moyen journalier maximum est de 29,6 m3/s, atteint lors de la crue du 5 janvier 2018. Le débit instantané maximal est quant à lui de 30,5 m3/s, atteint le même jour.

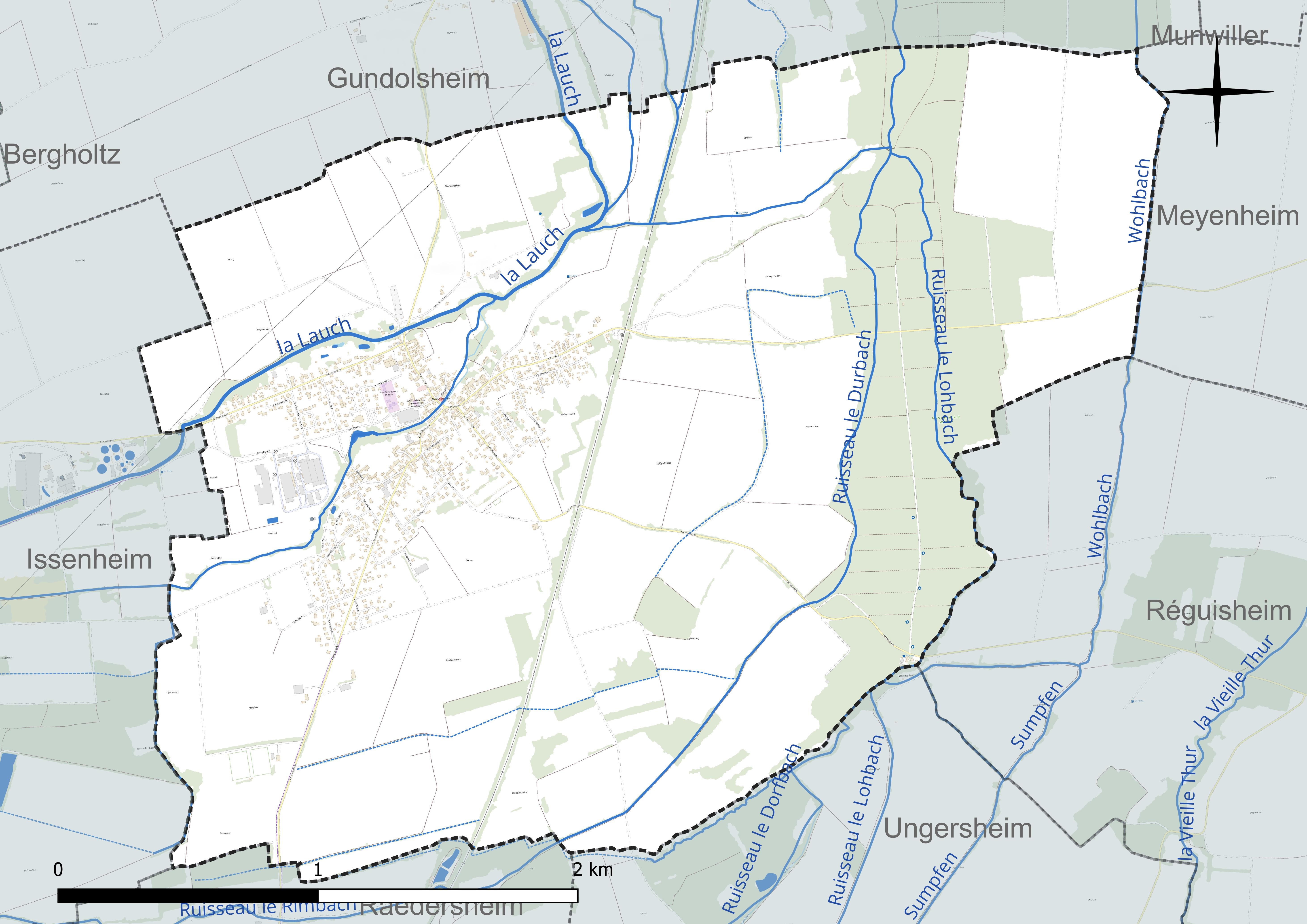
Réseau hydrographique de Merxheim.

Le Lohbach, d'une longueur de 19 km, prend sa source dans la commune de Uffholtz et se jette  dans la Lauch à Rouffach, après avoir traversé onze communes.
Le Rimbach, d'une longueur de 18 km, prend sa source dans la commune de Soultz-Haut-Rhin et se jette  dans le Lohbach à Ungersheim, après avoir traversé huit communes.

#### Gestion et qualité des eaux
Le territoire communal est couvert par le schéma d'aménagement et de gestion des eaux (SAGE) « Ill Nappe Rhin ». Ce document de planification concerne la nappe phréatique rhénane, les cours d'eau de la plaine d'Alsace et du piémont oriental du Sundgau, les canaux situés entre l'Ill et le Rhin et les zones humides de la plaine d'Alsace. Le périmètre s’étend sur 3 596 km2. Il a été approuvé le 17 janvier 2005. La structure porteuse de l'élaboration et de la mise en œuvre est la région Grand Est.
La qualité des cours d’eau peut être consultée sur un site dédié géré par les agences de l’eau et l’Agence française pour la biodiversité.

### Climat
Pour des articles plus généraux, voir Climat du Grand Est et Climat du Haut-Rhin.
En 2010, le climat de la commune est de type climat des marges montargnardes, selon une étude du Centre national de la recherche scientifique s'appuyant sur une série de données couvrant la période 1971-2000. En 2020, Météo-France publie une typologie des climats de la France métropolitaine dans laquelle la commune est exposée à un climat semi-continental et est dans la région climatique Vosges, caractérisée par une pluviométrie très élevée (1 500 à 2 000 mm/an) en toutes saisons et un hiver rude (moins de 1 °C).
Pour la période 1971-2000, la température annuelle moyenne est de 10,4 °C, avec une amplitude thermique annuelle de 17,7 °C. Le cumul annuel moyen de précipitations est de 605 mm, avec 8,6 jours de précipitations en janvier et 8,9 jours en juillet. Pour la période 1991-2020, la température moyenne annuelle observée sur la station météorologique de Météo-France la plus proche, « Colmar-Meyenheim », sur la commune de Meyenheim à 5 km à vol d'oiseau, est de 11,3 °C et le cumul annuel moyen de précipitations est de 595,0 mm. 
La température maximale relevée sur cette station est de 40,9 °C, atteinte le 13 août 2003 ; la température minimale est de −24,8 °C, atteinte le 27 février 1986,,.
Les paramètres climatiques de la commune ont été estimés pour le milieu du siècle (2041-2070) selon différents scénarios d'émission de gaz à effet de serre à partir des nouvelles projections climatiques de référence DRIAS-2020. Ils sont consultables sur un site dédié publié par Météo-France en novembre 2022.

## Urbanisme

### Typologie
Au 1er janvier 2024, Merxheim est catégorisée bourg rural, selon la nouvelle grille communale de densité à sept niveaux définie par l'Insee en 2022.
Elle est située hors unité urbaine. Par ailleurs la commune fait partie de l'aire d'attraction de Mulhouse, dont elle est une commune de la couronne,. Cette aire, qui regroupe 132 communes, est catégorisée dans les aires de 200 000 à moins de 700 000 habitants,.

### Occupation des sols

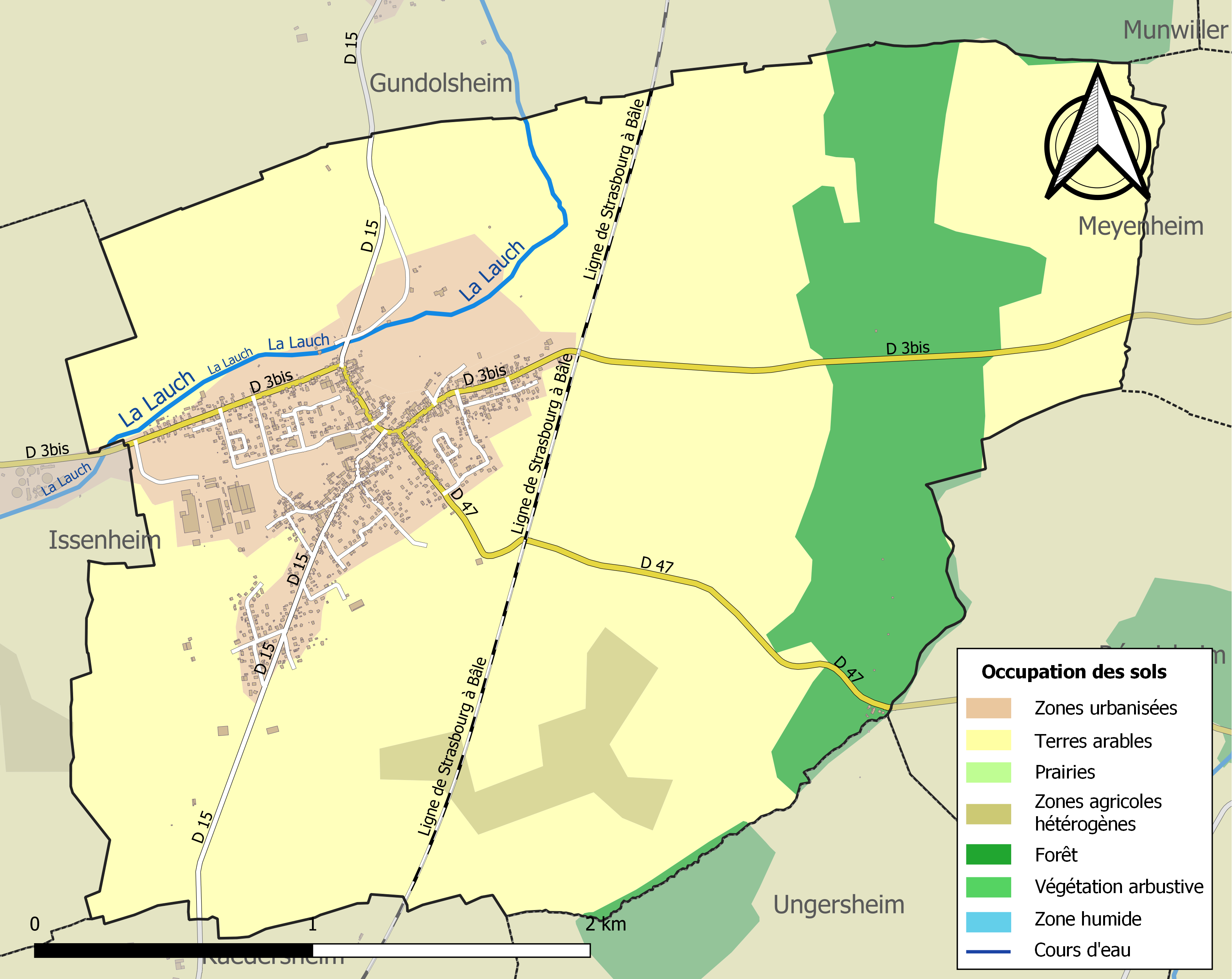
Carte des infrastructures et de l'occupation des sols de la commune en 2018 (CLC).

L'occupation des sols de la commune, telle qu'elle ressort de la base de données européenne d’occupation biophysique des sols Corine Land Cover (CLC), est marquée par l'importance des territoires agricoles (72,2 % en 2018), en diminution par rapport à 1990 (74,4 %). La répartition détaillée en 2018 est la suivante : 
terres arables (69,3 %), forêts (14,8 %), zones urbanisées (10,1 %), mines, décharges et chantiers (2,9 %), zones agricoles hétérogènes (2,9 %). L'évolution de l’occupation des sols de la commune et de ses infrastructures peut être observée sur les différentes représentations cartographiques du territoire : la carte de Cassini (XVIIIe siècle), la carte d'état-major (1820-1866) et les cartes ou photos aériennes de l'IGN pour la période actuelle (1950 à aujourd'hui).

### Voies de communication et transports
La gare de Merxheim est une halte située sur la ligne de Strasbourg-Ville à Saint-Louis  desservie par des trains express régionaux de la relation : Strasbourg-Ville ou  Colmar - Mulhouse Ville.

## Histoire

### Moyen Âge
Merxheim appartenait à la seigneurie d'Issenheim.
Entre Merxheim et Gundolsheim s'élevait le village disparu au moyen-âge de Bleienheim.

### Époque contemporaine
En 1841 est mise en service la station de Merxheim par la compagnie du chemin de fer de Strasbourg à Bâle, facilitant les déplacements des personnes et le transport des marchandises.

## Politique et administration

### Rattachements administratifs et électoraux

#### Rattachements administratifs
La commune se trouvait depuis 1919 dans l'arrondissement de Guebwiller du département du Haut-Rhin. En 2015, cet arrondissement fusionne avec son voisin et devient l'arrondissement de Thann-Guebwiller.
Elle fait partie de la collectivité européenne d'Alsace, une collectivité territoriale créée en 2021 et qui résulte de la fusion des collectivités départementales du Bas-Rhin et du Haut-Rhin.
Elle faisait partie depuis 1793 du canton de Soultz-Haut-Rhin. Dans le cadre du redécoupage cantonal de 2014 en France, cette circonscription administrative territoriale a disparu, et le canton n'est plus qu'une circonscription électorale.

#### Rattachements électoraux
Pour les élections départementales, la commune fait partie depuis 2014 du canton de Guebwiller
Pour l'élection des députés, elle fait partie de la quatrième circonscription du Haut-Rhin.

### Intercommunalité
Merxheim est membre de la communauté de communes de la Région de Guebwiller, un établissement public de coopération intercommunale (EPCI) à fiscalité propre créé en 1996 et auquel la commune a transféré un certain nombre de ses compétences, dans les conditions déterminées par le code général des collectivités territoriales.

### Liste des maires
| Période                                  | Période                        | Identité          | Étiquette | Qualité                                                                                      |
| ---------------------------------------- | ------------------------------ | ----------------- | --------- | -------------------------------------------------------------------------------------------- |
| Les données manquantes sont à compléter. |                                |                   |           |                                                                                              |
|                                          |                                |                   |           |                                                                                              |
| avant 1995                               |                                | Christian Lidolff |           | Président du syndicat intercommunal de l’eau potable Chevalier de l'Ordre national du Mérite |
|                                          |                                |                   |           |                                                                                              |
| mars 2001                                | juillet 2023                   | Patrice Fluck     | SE        | Ancienne profession intermédiaire Démissionnaire                                             |
| juillet 2023                             | En cours (au 30 novembre 2023) | Stéphane Ziegler  |           | Cadre de la fonction publique                                                                |

## Population et société
Les habitants sont appelés les Merxheimois(es).

### Démographie
L'évolution du nombre d'habitants est connue à travers les recensements de la population effectués dans la commune depuis 1793. Pour les communes de moins de 10 000 habitants, une enquête de recensement portant sur toute la population est réalisée tous les cinq ans, les populations de référence des années intermédiaires étant quant à elles estimées par interpolation ou extrapolation. Pour la commune, le premier recensement exhaustif entrant dans le cadre du nouveau dispositif a été réalisé en 2008.

En 2022, la commune comptait 1 341 habitants, en évolution de +5,59 % par rapport à 2016 (Haut-Rhin : +0,66 %, France hors Mayotte : +2,11 %).
| 1793 | 1800 | 1806 | 1821 | 1831 | 1836 | 1841 | 1846 | 1851 |
| ---- | ---- | ---- | ---- | ---- | ---- | ---- | ---- | ---- |
| 515  | 509  | 602  | 645  | 709  | 764  | 805  | 810  | 810  |

| 1856 | 1861 | 1866 | 1871 | 1875 | 1880 | 1885 | 1890 | 1895 |
| ---- | ---- | ---- | ---- | ---- | ---- | ---- | ---- | ---- |
| 782  | 853  | 826  | 793  | 743  | 779  | 775  | 793  | 735  |

| 1900 | 1905 | 1910 | 1921 | 1926 | 1931 | 1936 | 1946 | 1954 |
| ---- | ---- | ---- | ---- | ---- | ---- | ---- | ---- | ---- |
| 713  | 766  | 775  | 816  | 848  | 893  | 861  | 907  | 889  |

| 1962 | 1968 | 1975 | 1982  | 1990  | 1999  | 2006  | 2008  | 2013  |
| ---- | ---- | ---- | ----- | ----- | ----- | ----- | ----- | ----- |
| 957  | 950  | 986  | 1 001 | 1 039 | 1 147 | 1 260 | 1 292 | 1 288 |

| 2018  | 2022  | - | - | - | - | - | - | - |
| ----- | ----- | - | - | - | - | - | - | - |
| 1 251 | 1 341 | - | - | - | - | - | - | - |

### Vie associative
- ACL MJC Merxheim : Association Culture et Loisirs fondée en 1982[34].
- Le club du F.C. Merxheim a été fondé en 1932. Lors de la saison 2009-2010, le club a terminé à la deuxième place derrière les Espagnols de Mulhouse, ce qui a permis une montée en division 2[35].
- Échecs Merxheim.
- Association ensemble pour Jérôme crée en février 2014 pour améliorer le quotidien de Jérôme, petit garçon atteint d'une myopathie de Duchene.

## Économie
- Alcoa exploite depuis 2000 à Merxheim une unité de production de tôles d'aluminium prélaquées[36].

## Culture locale et patrimoine

### Lieux et monuments

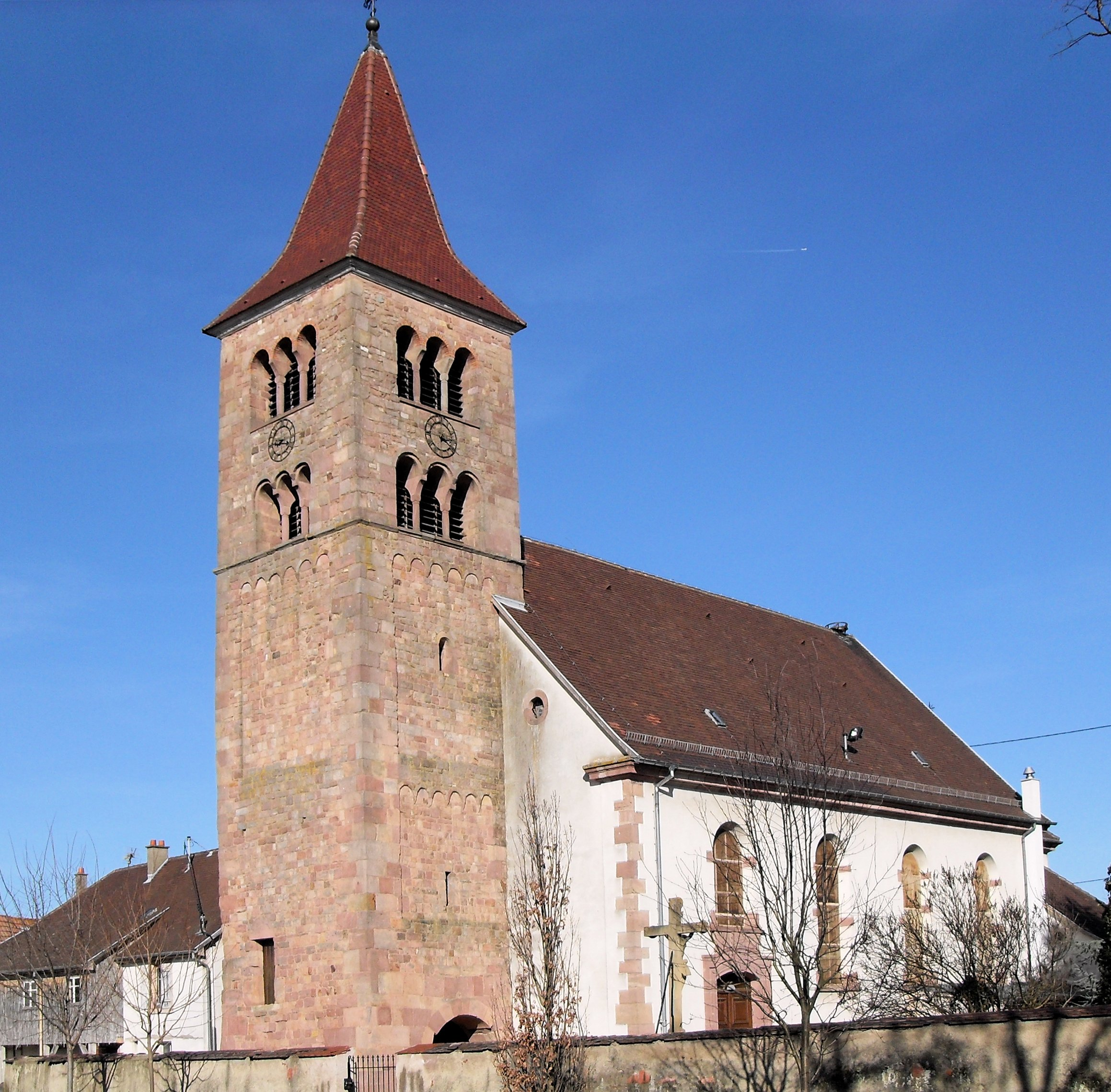
L'église Saint-Pierre et Saint-Paul (Monument historique).

- L'église Saint-Pierre et Saint-Paul, « notices nos  PA00085519 », notice no PA00085519 et « IA00111926 », notice no IA00111926, sur la plateforme ouverte du patrimoine, base Mérimée, ministère français de la Culture.

### Héraldique
| Blason de Merxheim | Blason  | D'azur à la croix treflée d'or. »                |
| Blason de Merxheim | Détails | Le statut officiel du blason reste à déterminer. |

## Pour approfondir